# Fight Night 2004
Fight Night 2004 — это симулятор бокса разработанный EA Canada. Это первая игра в серии Fight Night. EA Sports разрабатывала до этой игры серию Knockout Kings. Игра вышла в 2004 году.
В последующем появились сиквелы такие как Fight Night Round 2 (2005), Fight Night Round 3 (2006), Fight Night Round 4 (2009), Fight Night Champion (2011).

## Total Punch Control
С Total Control Punch, большинство маневров, в том числе уклоны, устойчивость и блокировки, выполняются с левого или правого аналоговых джойстиков, модифицированных влево или вправо стиков. Например, в конфигурации контроллера по умолчанию, перемещая правый аналоговый стик вверх и влево боец бросит прямой удар левой рукой, удерживая правый триггер при выполнении того же движения, а затем нажать R1 Боец контратакует.

## Оценки
| Сводный рейтинг | Сводный рейтинг | Сводный рейтинг |
| Издание         | Оценка          | Оценка          |
| Издание         | PS2             | Xbox            |
| --------------- | --------------- | --------------- |
| GameRankings    | 84,96 %         | 84,72 %         |